# 제놀란 동굴
제놀란 동굴(Jenolan Cave)은 오스트레일리아 뉴사우스웨일스주 블루마운틴스 국립공원 제놀란 카르스트 보호구(Jenolan Karst Conservation Reserve)에 있는 석회암 동굴군이다. 3083헥타르의 보호구는 시드니 서쪽으로 175km, 오베론(Oberon) 동쪽으로 20km, 카툼바 서쪽으로 30km 떨어져있다.
제놀란 동굴은 오스트레일리아내 석회동굴 중 가장 많은 방문객들이 찾는 곳이고 세계에서 가장 오래된 동굴이다. 실루리아기 해양 생물 화석이 있고 순백색 등의 색을 지닌 방해석은 아름다움을 뽐낸다. 동굴 구성은 제놀란 강 지하 부분 코스를 따른다. 다층 통로가 40km 이상이고 입구는 300곳을 넘으며 여전히 탐사가 진행 중이다.

## 사진

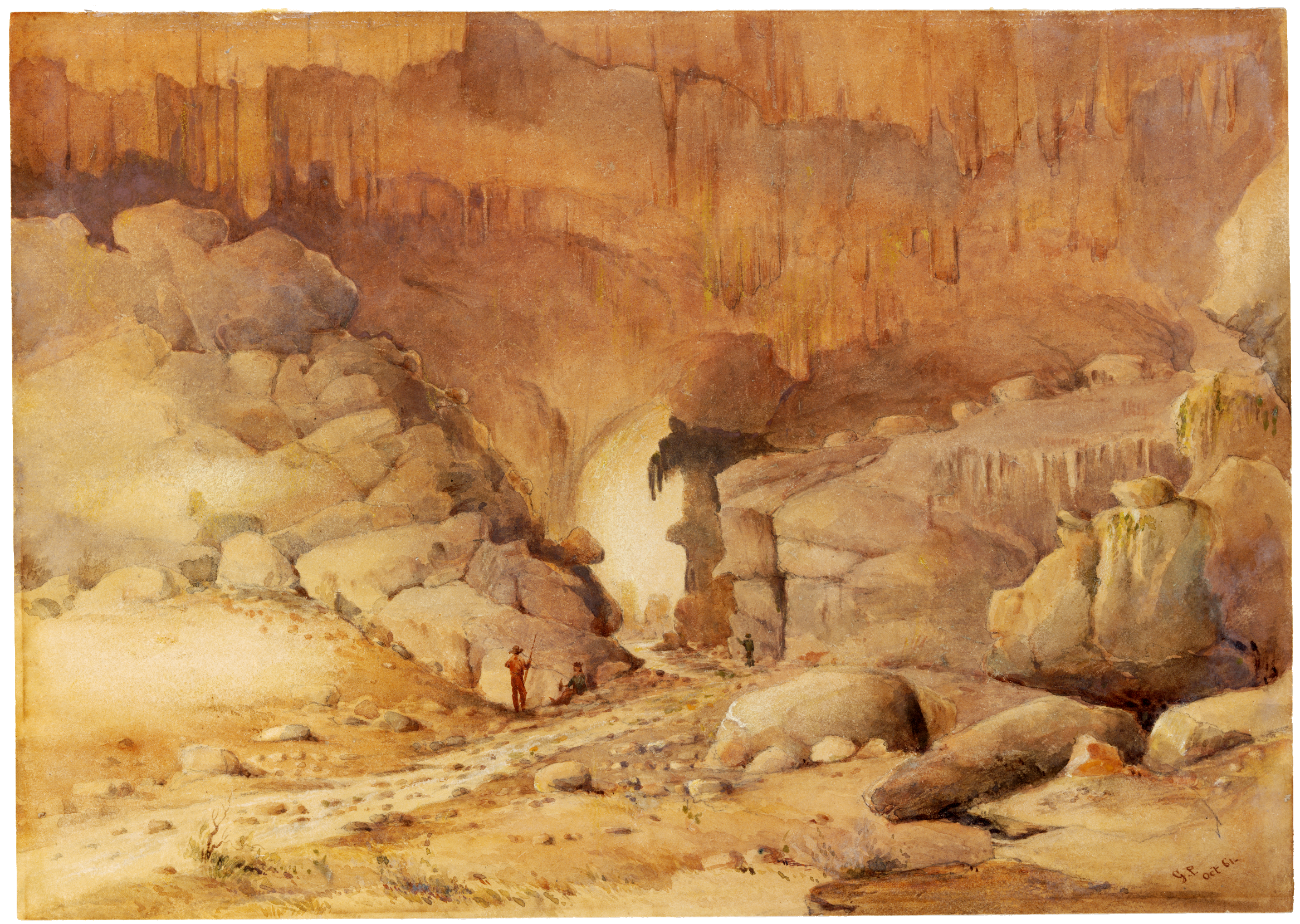
현존하는 가장 오래된 것으로 여겨지는 제놀란 동굴 이미지, 1861년.
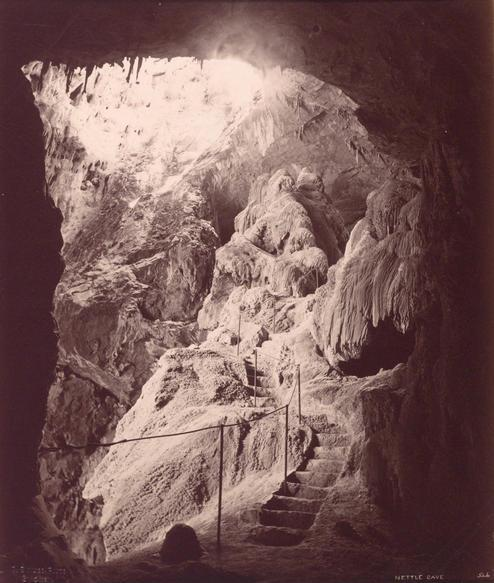
1888년 경 네틀 동굴 입구
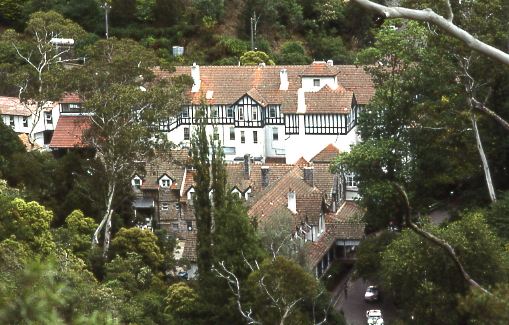
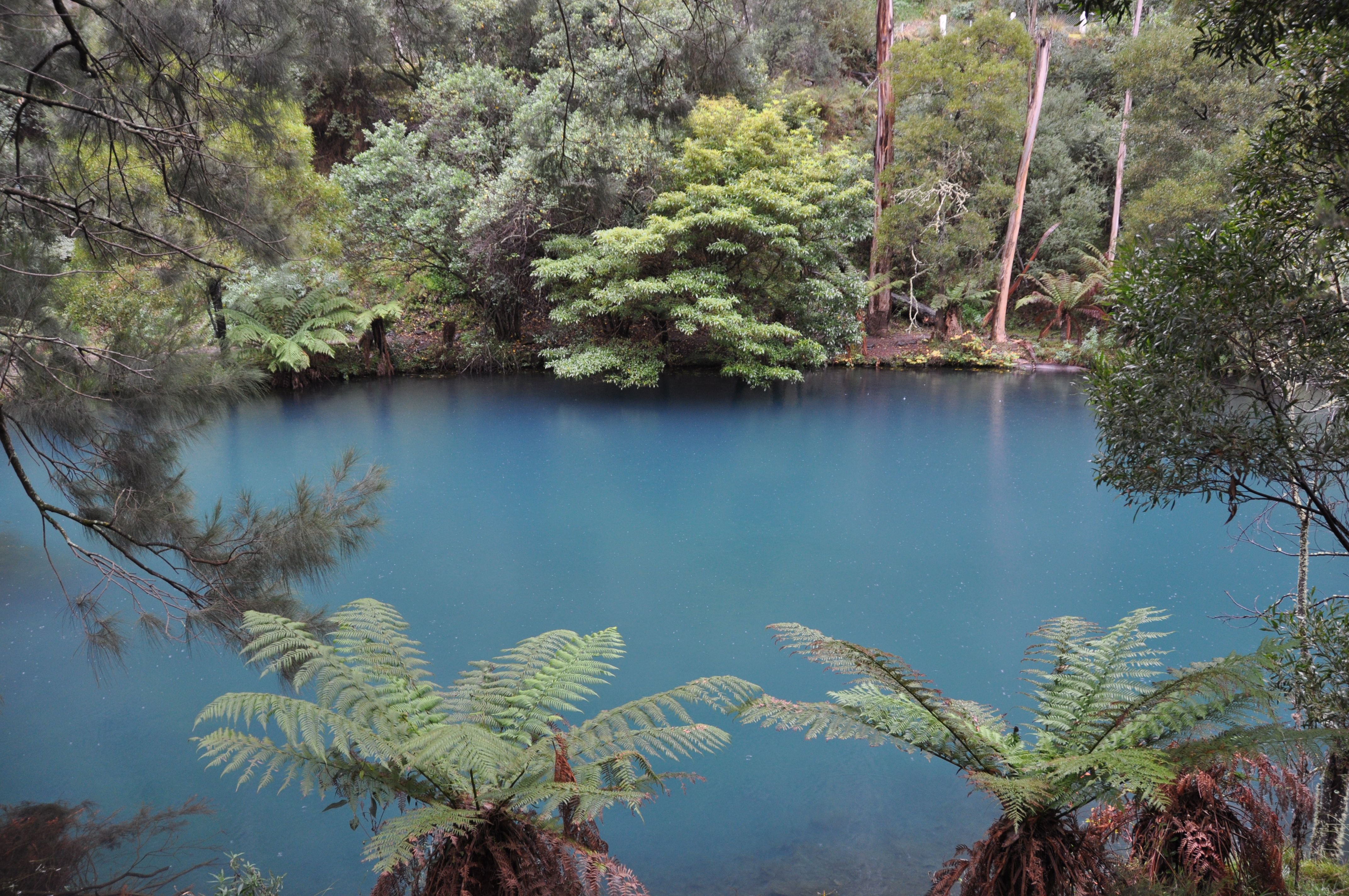
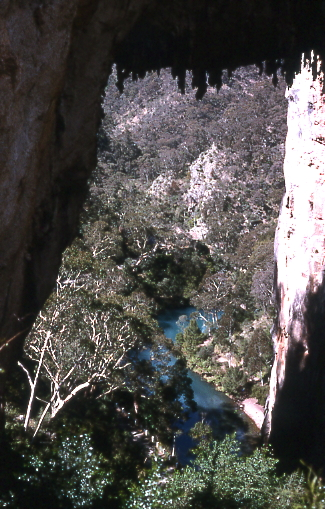
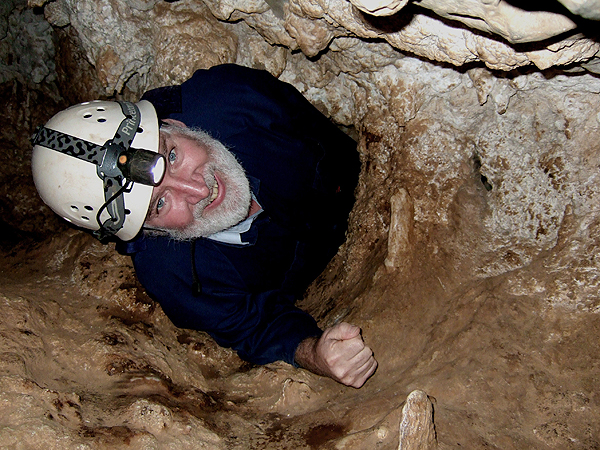
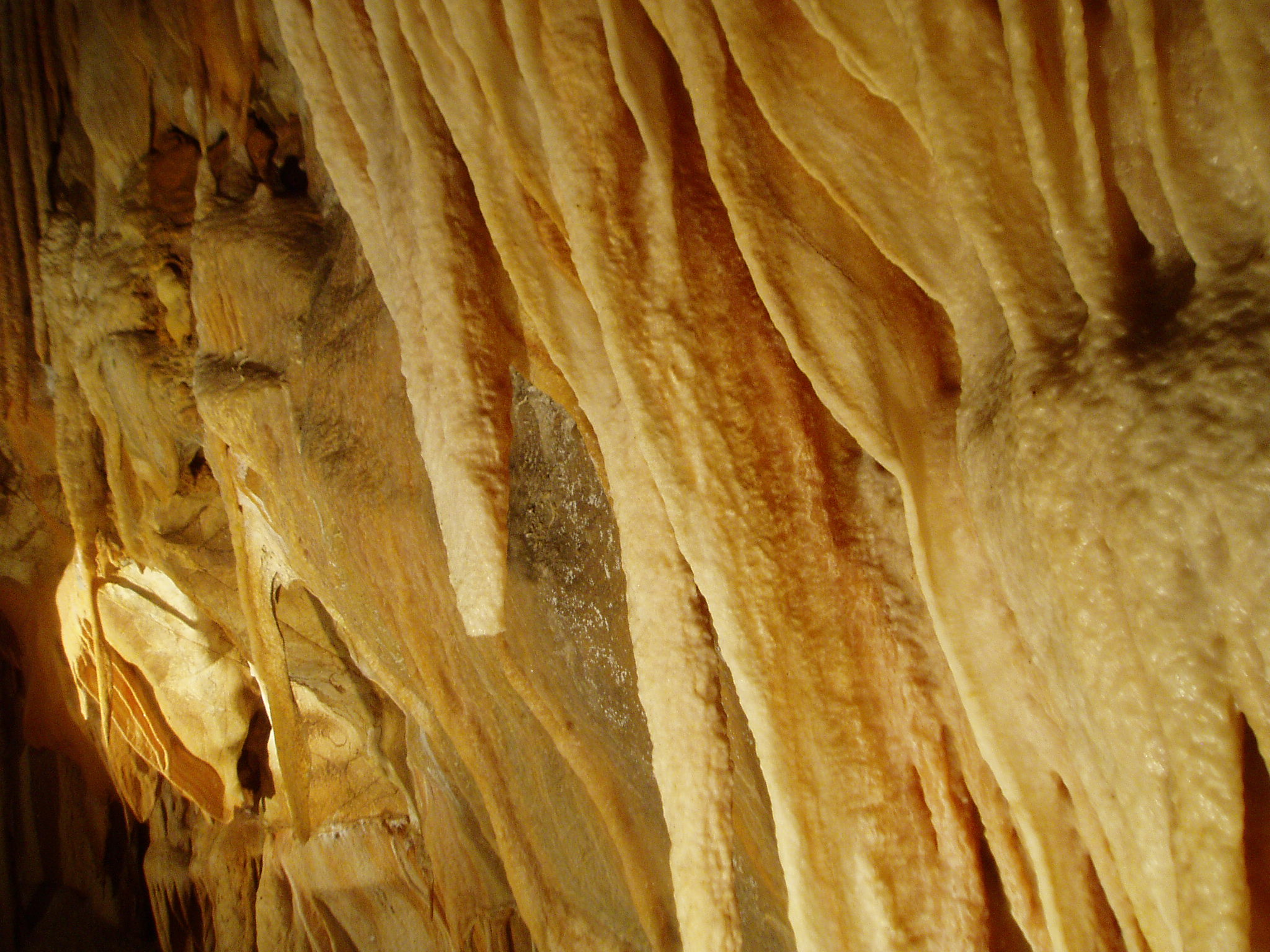
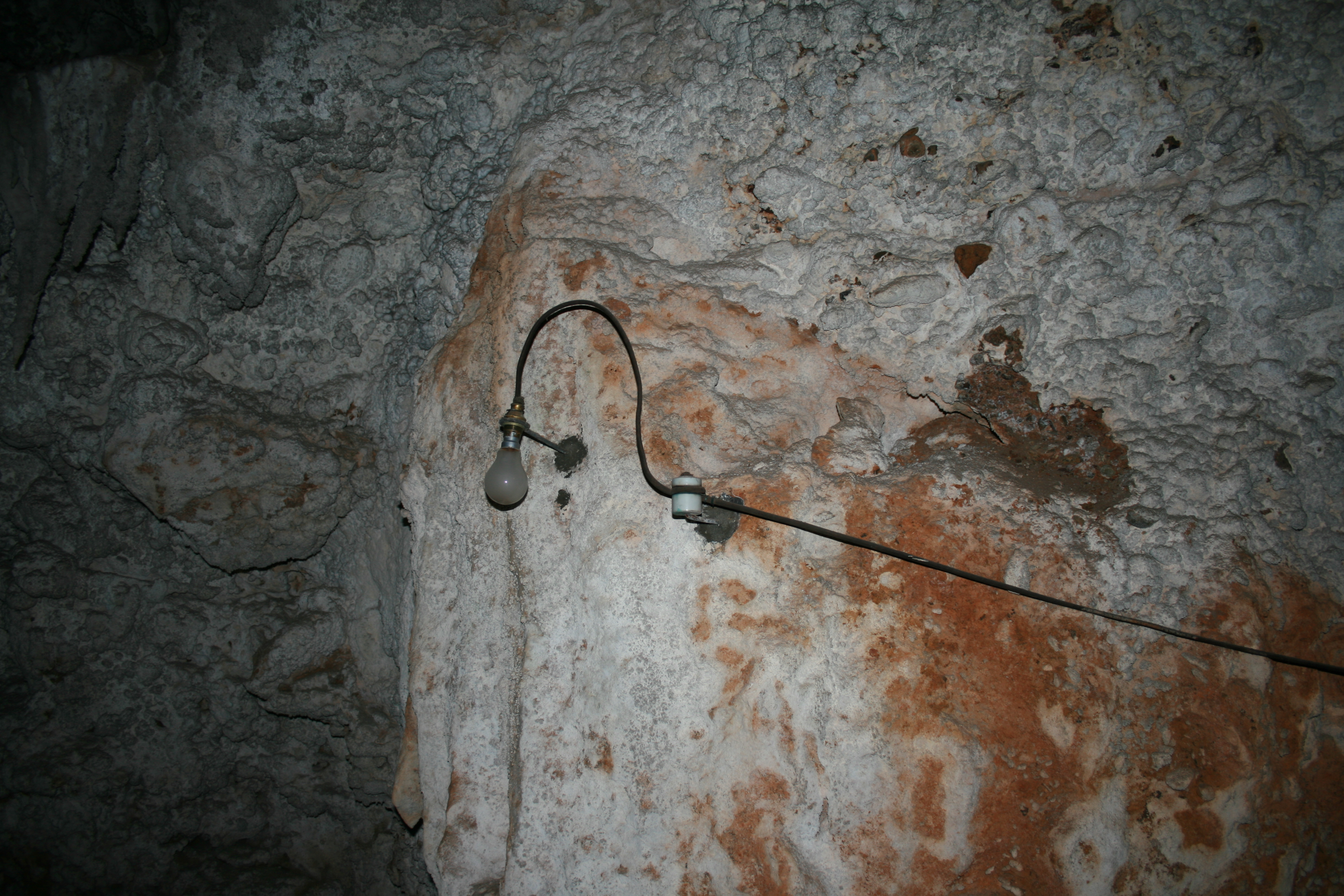
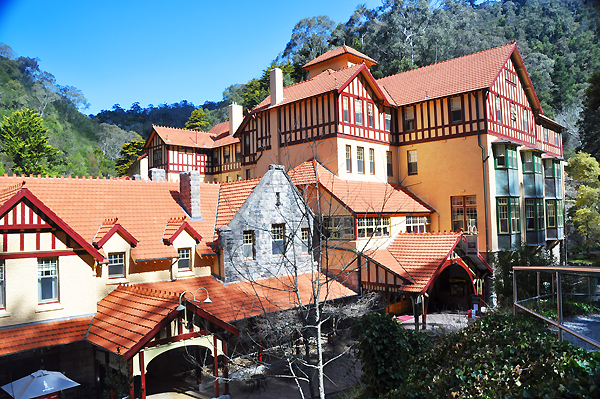
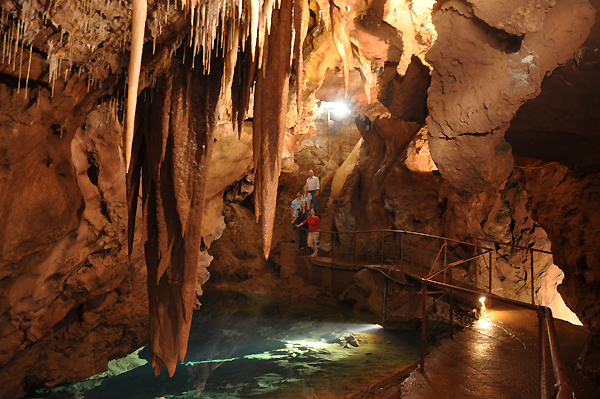
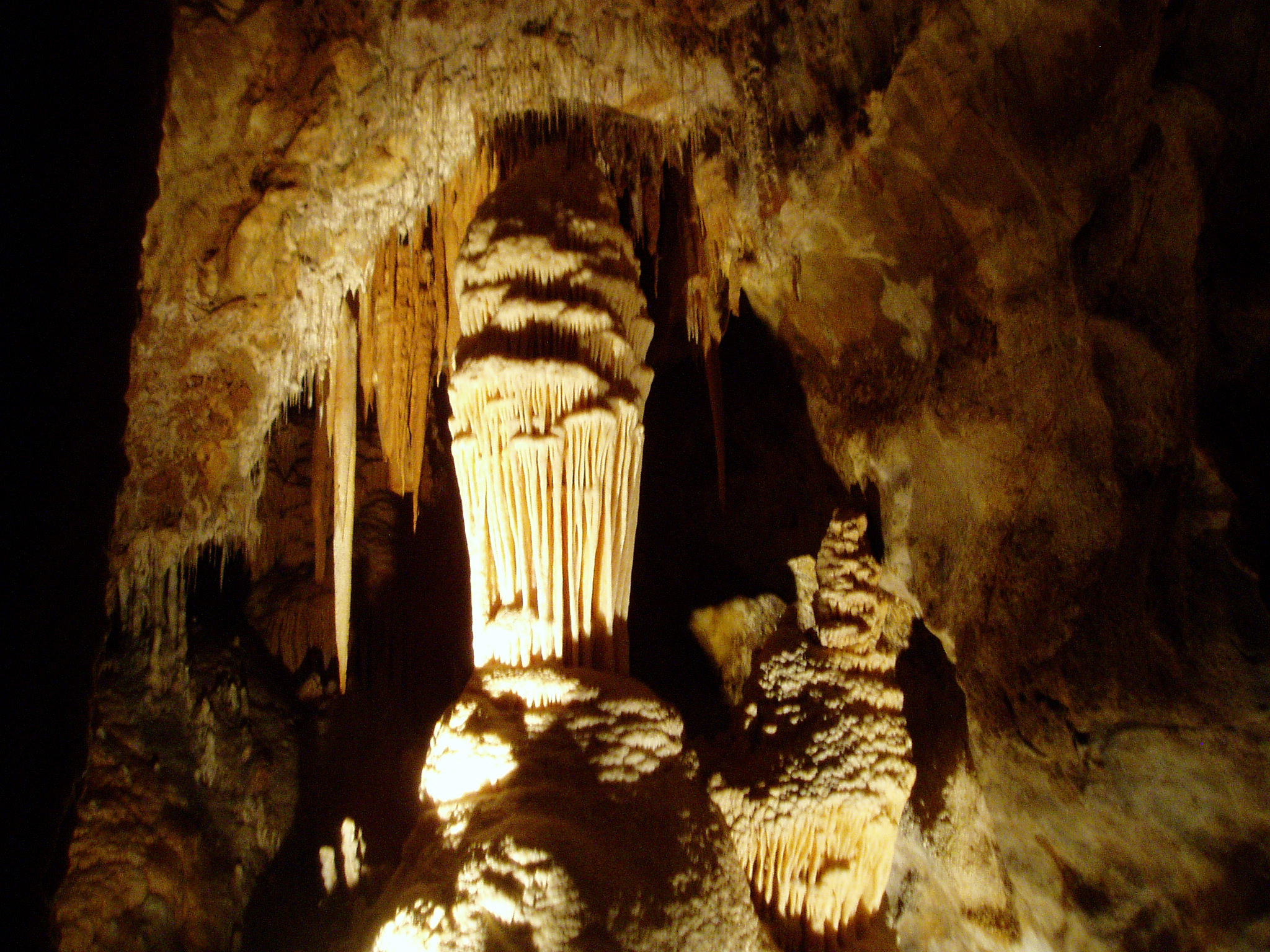

## 같이 보기
- 동굴학